# 二氯化氙
二氯化氙，化学式为XeCl2，它是唯一一种能用化学方法制得的氙氯化物。对氙和氯的混合物微波放电，并在20K下用冷凝阱隔离，可以制得二氯化氙。红外光谱证实，二氯化氙是一种直线型分子，与二氟化氙类似。有人试图将氙、氯、三氯化硼在激光照射下反应制取XeCl2·BCl3，但只得到了二氯化氙。然而，对于二氯化氙到底是真实的化合物，还是氙原子与氯气分子的微弱结合体依然存在争议。